# Clouds (film)
Pour les articles homonymes, voir Cloud.
Pour plus de détails, voir Fiche technique et Distribution.
Clouds est un film biographique américain co-produit et réalisé par Justin Baldoni, sorti en 2020.
Il s’agit de l'adaptation de la vie de Zach Sobiech, basée sur le mémoire Fly a Little Higher: How God Answered a Mom's Small Prayer in a Big Way de sa mère, Laura Sobiech, publié en 2014.

## Synopsis
Zach Sobiech (Fin Argus), 17 ans, est un lycéen qui aime s'amuser et qui a un talent pour la musique. Mais quelques semaines après le début de sa dernière année, juste après avoir demandé à Amy (Madison Iseman), son amie d'enfance, d'être sa petite amie. Le monde de Zach est bouleversé lorsqu'il découvre qu'une tumeur, l'ostéosarcome, s'est propagée en lui, le laissant avec une espérance de vie de seulement six mois.
Avec le peu de temps qu'il lui reste, lui et sa meilleure amie et partenaire d'écriture, Sammy (Sabrina Carpenter), décident de suivre leurs rêves et enfin de faire un album, ignorant que ce sera bientôt un phénomène musical viral.
Mais avec le temps qui passe, Zach est confronté à la réalité que peu importe comment il passe son temps, il va blesser les personnes qu'il aime le plus, y compris Amy, l'amour de sa vie. Alors que l'état de santé de Zach commence à s'aggraver, il lui reste à prendre des décisions difficiles sur la façon de passer son temps et surtout avec qui. En fin de compte, il découvre que la meilleure façon de dire au revoir est avec la musique, et sa chanson à succès Clouds (en) est née.

## Fiche technique
Sauf indication contraire, les informations mentionnées dans cette section peuvent être confirmées par la base de données cinématographiques IMDb,  présente dans la section « Liens externes ».
- Titre original : Clouds
- Réalisation : Justin Baldoni
- Scénario : Kara Holden, d'après Fly a Little Higher: How God Answered a Mom's Small Prayer in a Big Way de Laura Sobiech
- Musique : Brian Tyler
- Photographie : Ben Kutchins
- Montage : Brett M. Reed
- Production : Justin Baldoni, Casey La Scala et Andrew Lazar
- Coproduction : Ahmed Musiol et Benjamin Simpson
- Production déléguée : Cate Adams, Steve Sarowitz (en) et Wendy S. Williams
- Sociétés de production : Mad Chance et Wayfarer Studios ; Warner Bros. (coproduction/non crédité)
- Société de distribution : Disney+
- Pays de production :  États-Unis
- Langue originale : anglais
- Format : couleur
- Genre : biographie, comédie dramatique, romance
- Durée : 120 minutes
- Date de sortie :
  - Monde : 16 octobre 2020 (streaming, via Disney+)

## Distribution
- Fin Argus (VF : Aurélien Raynal) : Zach Sobiech
- Sabrina Carpenter (VF : Zina Khakhoulia) : Sammy Brown, la meilleure amie de Zach
- Madison Iseman (VF : Léopoldine Serre) : Amy Adamle, sa petite amie
- Neve Campbell (VF : Juliette Degenne) : Laura Sobiech, la mère de Zach
- Tom Everett Scott (VF : Arnaud Arbessier) : Rob Sobiech, le père de Zach
- Lil Rel Howery (VF : Rody Benghezala) : professeur Weaver
- Summer H. Howell (VF : Perrine Grandclément) : Grace Sobiech, la sœur cadette de Zach
- Vivien Endicott-Douglas (en) : Alli Sobiech, la sœur aînée de Zach
- Dylan Everett (en) (VF : Tom Trouffier) : Sam, le frère aîné de Zach
- Jason Mraz : lui-même
- Justin Baldoni : un barista (cameo, non crédité)

Soixante-dix membres de la famille et des amis de Zach se sont rendus à Montréal, au Canada, pour jouer le rôle de figurants dans deux des scènes du film - la scène du concert de Jason Mraz et la scène du bal.
La petite sœur de Zach, Grace, fait une apparition au début du film en tant qu'élève du secondaire, et Amy apparaît dans une scène ultérieure dans un studio de danse aux côtés de Madison Iseman, Amy à l'écran. Mitch, l'un des plus proches amis et collaborateurs musicaux de Zach, joue le violoncelliste sur la scène du bal.
- Version française :
  - Société de doublage : Dubbing Brothers
  - Direction artistique : Pascale Vital

 Source et légende : version française (VF) sur RS Doublage

## Production

### Genèse et développement
Il y a 7 ans, l’acteur et réalisateur Justin Baldoni se lance dans un projet qui lui tient particulièrement à cœur : raconter l’histoire d’hommes et de femmes touchés par la maladie, et qui essaient de changer le monde, à leur manière. En sillonnant le pays pour son documentaire My Last Days, il croise, en 2013, la route de Zach Sobiech. Le lycéen est alors atteint d’un cancer des os (ostéosarcome) et a ému l’Amériqueavec ses balades. Clouds (en) n’est autre que le titre de l’une de ses chansons. Un an après la mort du jeune homme, sa mère publie un livre, intitulé Fly a Little Higher, dans lequel elle retrace le parcours de son fils et comment il a réussi à lever des millions de dollars pour son association. Touché par l’histoire de Zach, Justin Baldoni demandera à sa mère l’autorisation de porter son histoire sur grand écran,,.
Au début de 2016, on annonce que Warner Bros. pourrait faire un film basé sur le livre. Justin Baldoni est attaché à la réalisation et à la production du film Clouds.
Justin Baldoni a travaillé en étroite collaboration avec la famille de Zach Sobiech tout en donnant vie à l'histoire du disparu, même en demandant à Fin Argus, l'acteur qui joue Zach, de porter ses vêtements et d'utiliser ses vraies béquilles pendant le tournage.
Le 14 mai 2020, on annonce que Disney+ a acquis les droits de distribution du film de Warner Bros., à la lumière de l'impact de la pandémie COVID-19 sur l'industrie cinématographique,, le film sera proposé en exclusivité sur Disney+ dans tous les pays où le service est disponible le 16 octobre 2020,.
Les chansons originales de Zach Sobiech et Sammy sont présentées dans le film. Ils ont enregistré leur album Fix Me Up (en) ensemble avant la mort de Zach, et beaucoup de leurs chansons, y compris Fix Me Up, Blueberries, Sandcastles et Clouds (en) figurent dans le film.
Le 4 décembre 2020, une mini-série documentaire sur les coulisses du film intitulé Beyond the Clouds est distribuée pour la première fois sur Disney+ en tant que bonus du film, elle comporte 9 épisodes.

### Distribution des rôles
En septembre 2019, la distribution réunit Fin Argus dans le rôle de Zach aux côtés de Sabrina Carpenter, Madison Iseman, Neve Campbell, Tom Everett Scott et Lil Rel Howery. En octobre, Neve Campbell, Tom Everett Scott et Lil Rel Howery ont rejoint le casting du film.

### Tournage
Le tournage commence le 16 octobre 2019, à Baie-D'Urfé et à Sainte-Anne-de-Bellevue, à Montréal au Québec (Canada). Il a également lieu à la Heritage Regional High School (en). Il s'achève le 27 novembre 2019.

### Musique
Singles
1. Clouds
Sortie : 9 Octobre 2020

| 1.  | Galaxies                    | Isabella Richardson                            | 4:27 |
| 2.  | Sexy And I Know It          | Fin Argus                                      | 3:23 |
| 3.  | Blueberries                 | Sabrina Carpenter                              | 2:22 |
| 4.  | Clouds                      | Fin Argus & Sabrina Carpenter                  | 3:05 |
| 5.  | AfterThoughts               | Renforshort                                    | 2:55 |
| 6.  | Fix Me Up                   | Fin Argus & Sabrina Carpenter                  | 4:37 |
| 7.  | My Little Dancer            | Fin Argus                                      | 3:08 |
| 8.  | How To Go To Confession     | Sabrina Carpenter                              | 3:06 |
| 9.  | Clouds Score Suite          | Brian Tyler                                    | 9:20 |
| 10. | Purple Pink                 | Sammy Brown                                    | 2:36 |
| 11. | Star Hopping (Film Version) | A Firm Handshake (Sammy Brown et Zach Sobiech) | 2:54 |
| 12. | Ames (Film Version)         | A Firm Handshake (Sammy Brown et Zach Sobiech) | 2:52 |
| 13. | Sandcastles (Film Version)  | A Firm Handshake (Sammy Brown et Zach Sobiech) | 3:31 |
| 14. | Wild Life                   | OneRepublic                                    | 4:27 |

## Accueil
En 2013, le single est monté pour la première fois au sommet d'iTunes, peu de temps après la mort de Zach. À ce stade, la vidéo YouTube qui a conduit à l'ascension de la chanson avait été visionnée 4 millions de fois.
Après la sortie du film, la chanson Clouds (en) a atteint le palmarès des chansons d'iTunes à la première place une deuxième fois aux États-Unis, 7 ans après la mort de Zach. Sa vidéo publié en 2012 a recueilli quant à elle plus de 15 millions de vues. Au 31 décembre 2020, elle a recueilli plus de 17 millions de vues.
L'argent récolté par ces nouveaux téléchargements sera reversé à la Fondation Sobiech qui soutient la recherche contre le cancer. Au cours des sept années qui ont suivi la mort de Zach, des chercheurs financés par la fondation Zach Sobiech Osteosarcoma Fund au Children's Cancer Research Fund (en) ont fait 16 nouvelles découvertes génétiques sur l'ostéosarcome, huit projets potentiellement révolutionnaires et ouvert un essai clinique pour un nouveau médicament pour traiter la maladie.
En décembre 2020, la fondation de Zach a atteint 2,4 millions de dollars.

## Autour du film
- Justin Baldoni s'est tourné vers les proches de Zach, y compris sa mère, Laura Sobiech, et sa meilleure amie, Sammy Brown, qui étaient non seulement disposés à partager l'héritage de Zach, mais ont conféré à la production certains effets personnels : son t-shirt préféré, une guitare, les propres béquilles de Zach.
- Fin Argus, qui joue Zach, porte beaucoup des vrais vêtements de Zach dans le film. Le département de la garde-robe du film a demandé aux Sobiech d'envoyer certaines des chemises et des bonnets préférés de Zach à Montréal, au Canada, où le film a été tourné, afin que Fin puisse les porter pendant le tournage. Fin a également utilisé les vraies béquilles de Zach.
- Quand Fin enregistre Clouds, non seulement il porte la chemise de Zach, mais il utilise la guitare de Zach[24].
- Les membres de la famille et des amis de Zach se sont rendus à Montréal, au Canada, pour jouer le rôle de figurants.
- L'équipe a placé une chaise de réalisateur vide avec le nom de Zach dessus sur le plateau pour l'honorer pendant le tournage.
- Le décor de cinéma avait une « zone de pleurs désignée ». En raison de la nature émotionnelle du film.
- La vraie Laura Sobiech a travaillé en étroite collaboration avec Neve Campbell, qui la joue dans Clouds.
- Fin Argus (Zach) et Madison Iseman, qui joue Amy Adamle, alors la petite amie de Zach, ont tous deux rendu visite aux amis et à la famille de Zach à Stillwater, Minnesota avant le début du tournage. Ils ont passé du temps avec les amis et la famille de Zach dans la maison Sobiech et la chambre de Zach, qui ont tous deux été méticuleusement recréés pour le film. Sabrina Carpenter, qui joue Sammy, a également rendu visite à la vraie Sammy à New York avant le tournage.
- Pour aider à développer leurs personnages, Amy a partagé quelques lettres qu'elle et Zach se sont écrites avec Madison et Fin Argus.
- Sammy a écrit une chanson, Purple Pink, qu'elle a terminé lors du sixième anniversaire de la mort de Zach[1].

## Distinction
Sauf indication contraire ou complémentaire, les informations mentionnées dans cette section proviennent de la base de données IMDb.
Récompense
- Heartland Film 2020 : Truly Moving Picture Award pour Justin Baldoni